# Koseder
Koseder (kaszb.Kòséder) – polski taniec ludowy znany na Kaszubach i na Warmii, w obu regionach charakterystyczne wymachy nogami w obie strony, prawdopodobnie stąd pochodzi nazwa tańca (tańczyć koso).
Kaszuby – Taniec 2 częściowy, w tempie dość żywym, metrum 2/4. W pierwszej części pary tańczą po kole krokiem polki odwrócone przodem w kierunku tańca. Ręce mają skrzyżowane na wysokości pasa (złączone ręce lewe oraz prawe na krzyż). Po dwóch krokach polki następuje ruch nogą nie obciążoną na zewnątrz i z powrotem. W drugiej części pary wirują po kole trzymając się już, jak do polki. Wirowanie następuje w obie strony, czyli pod słońce i ze słońcem.
Warmia – taniec 2 częściowy, bardzo żywy, w metrum 2/8. W pierwszej części pary tańczą trzymając się za ręce, chłopak plecami do kierunku tańca, dziewczyna przodem krokiem polki a potem wymachami nogi za zewnątrz i do środka. W drugiej części pary wirują po kole, podobnie jak w tańcu na Kaszubach, albo tancerka cofając się obraca (wiruje) pod prawą ręką tancerza połączoną ze swoją prawą, podczas gdy ten tańczy krokiem polki.